# Força Logística Operativa
La Força Logística Operativa (FLO) va ser l'òrgan de la Força de l'Exèrcit de Terra d'Espanya integrat per un conjunt d'unitats sota un comandament únic, ensinistrades i equipades per prestar suport logístic a les unitats en operacions. Es va crear en 2005, amb la finalitat d'adaptar l'antiga assistència logística regional a les transformacions orgàniques que havia experimentat l'Exèrcit de Terra des de la dècada dels vuitanta. La seu de la seva caserna general es trobava al Palau de Capitania de La Corunya. La seva prefectura l'exercia un general de divisió o un tinent general.
Les funcions més importants de la Força Logística Operativa eren:
- Subministrar suport logístic en territori espanyol a unitats, centres i organismes de l'Exèrcit de Terra en comentidos de proveïment, manteniment, transport i sanitat.
- Facilitar el suport logístic requerit per la Força per a la consecució de les operacions.
- Facilitar el suport logístic de nació amfitriona (HNS): Assistència a unitats militars estrangeres desplegades a Espanya.[2][3]

La FLO era integrada per:
- Caserna General
  - Comandament
    - Estat Major
    - Prefectura d'Afers Econòmics
    - Centre de Suport Logístic a les Operacions
    - Centre de Seguiment de l'Activitat Logística

  - Òrgans de Suport al Comandament
  - Unitat de la Caserna General
- Brigada Logística (BRILOG)
- Brigada de Sanidad (BRISAN)

Amb motiu de la reorganització de l'Exèrcit de Terra de 2020,  segons l'Ordre DEF/708/2020, de 27 de juliol que recull el desenvolupament de l'organització bàsica de l'Exèrcit de Terra, publicada en el Butlletí Oficial de Defensa número 152 de 2020 , a partir de setembre d'aquest any la Força Logística Operativa desapareix com a tal. Les seves unitats assignades passen a dependre de la Força Terrestre, amb seu a Sevilla, dins del nou Comandament de Suport a la Maniobra, amb seu a La Corunya (antiga caserna general de la FLO, precisament). En concret, la Brigada de Sanitat passa a ser Agrupació de Sanitat (AGRUSAN) i s'engloba en la Brigada Logística (BRILOG), que queda dins del Comandament de Suport a la Maniobra abans esmentat, al costat d'altres unitats com el Comandament d'Enginyers (MING), el Comandament d'Artilleria Antiaèria (MAA), Comandament d'Artilleria de Campanya (MACA) o el Comandament de Transmissions, entre altres unitats.